# 丁伯南
丁伯南（1945年3月19日—2007年12月13日），男，江苏武进人，中国加速器物理及应用专家，中国工程院院士，中国共产党党员。主要从事直线感应加速器（LIA）和脉冲功率技术及应用研究。

## 生平
1967年8月，毕业于哈尔滨工程学院核爆测试专业。1968年，进入中国人民解放军第九研究所工作。1999年，任中国工程物理研究院副院长。2007年，当选中国工程院院士。